# مارك خيمينيز
مارك خيمينيز (بالإسبانية: Marcos Jiménez de la Espada Martín)‏ هو لاعب كرة قدم إسباني في مركز الهجوم، ولد في 3 نوفمبر 1985 في بوينسا في إسبانيا. لعب مع خيمناستيك طركونة وسبورتنغ ماهونيس ونادي أوريويلا ونادي سان أندرو ونادي كونستانسيا.

## وصلات خارجية
- مارك خيمينيز على موقع قاعدة بيانات كرة القدم.إي يو (الإنجليزية)
- مارك خيمينيز على موقع Soccerway.com (الإنجليزية)
- مارك خيمينيز على موقع AS.com (الإسبانية)